# Thanlyin
Thanlyin (birm. သန်လျင်မြို့ /təɲɪ̀ɴ mjo̰/ lub /θàɴljɪ̀ɴ mjo̰/; daw. ang. Syriam) – miasto w Mjanmie, w prowincji Rangun.
Według danych szacunkowych na rok 2009 liczy 75 573 mieszkańców.